# Municipio de Glenila
El municipio de Glenila (en inglés: Glenila Township) es un municipio ubicado en el condado de Cavalier en el estado estadounidense de Dakota del Norte. En el año 2010 tenía una población de 13 habitantes y una densidad poblacional de 0,14 personas por km².

## Geografía
El municipio de Glenila se encuentra ubicado en las coordenadas 48°49′56″N 98°57′48″O / 48.83222, -98.96333. Según la Oficina del Censo de los Estados Unidos, el municipio tiene una superficie total de 92.92 km², de la cual 92,6 km² corresponden a tierra firme y (0,35 %) 0,32 km² es agua.

## Demografía
Según el censo de 2010, había 13 personas residiendo en el municipio de Glenila. La densidad de población era de 0,14 hab./km². De los 13 habitantes, el municipio de Glenila estaba compuesto por el 100 % blancos. Del total de la población el 0 % eran hispanos o latinos de cualquier raza.